# 森口泰孝
森口 泰孝（もりぐち やすたか、1950年‐）は、日本の官僚。元文部科学事務次官、東京理科大学副学長。東京都出身。

## 経歴
- 1970年3月 東京教育大学附属駒場高等学校卒業
- 1974年3月 東京大学工学部機械工学科卒業
- 1976年
  - 3月 東京大学大学院工学系研究科修士課程修了
  - 4月 科学技術庁原子力安全局原子力安全課
- 1978年4月 原子力局動力炉開発課
- 1980年3月 研究調整局総合研究課係長
- 1983年4月 原子力局核燃料課長補佐
- 1985年5月 研究調整局宇宙開発課長補佐
- 1987年
  - 4月 研究開発局企画課長補佐（総括）
  - 5月 長官官房総務課長補佐（総括）
  - 10月 原子力局政策課長補佐（総括）
- 1989年5月 原子力局政策課原子力利用推進官
- 1990年2月 外務省在ウィーン国際機関日本政府代表部一等書記官
- 1993年
  - 1月 同 参事官
  - 4月 科学技術庁原子力局調査国際協力課国際原子力協力企画官
  - 6月 原子力局核燃料課長
- 1995年
  - 6月 研究開発局宇宙開発課長
  - 10月 研究開発局航空宇宙開発課長
- 1997年7月 原子力局動力炉開発課長
- 1999年7月 宇宙開発事業団 企画部参事
- 2000年6月 科学技術庁 研究開発局企画課長
- 2001年1月 文部科学大臣官房会計課長
- 2003年
  - 1月 文化庁長官官房審議官
  - 3月 （併）内閣官房 内閣審議官(知的財産戦略推進事務局次長)
- 2005年
  - 4月 文部科学省大臣官房審議官(研究開発局担当)
  - 7月 文部科学省研究開発局長
- 2007年1月 文部科学省科学技術・学術政策局長[1]
- 2008年7月 文部科学省大臣官房長
- 2009年7月6日 文部科学審議官（科学技術担当）
- 2012年1月6日 第7代文部科学事務次官
- 2013年7月7日 退任
- 2014年
  - 東京理科大学副学長・理事長特別補佐
  - 6月26日 公益財団法人つくば科学万博記念財団理事[2]
- 2017年3月 文部科学省天下り問題で訓告相当[3]
- 2020年 科学技術広報財団理事長[4]、日本工学教育協会会長[5]
- 2023年 瑞宝重光章受章[6]